# 由雅なおは
由雅 なおは（ゆいが なおは）は、日本の漫画家。 代表作は『青い瞳の少女』・『天然作家彩子先生?』シリーズ・『すてっぷあっぷ!』など。血液型はA型。

## 略歴・特徴
主として『COMICポプリクラブ』・『華陵学園初等部』誌、及び各雑誌の関連誌に作品を発表していた。幼い雰囲気のある、可愛らしい、線の細く瞳の大きい少年少女の絵を描く傾向にある。銭湯めぐりが趣味だという。アニメ鑑賞や散歩も好みである。

## 作品

### 読み切り・連載
- キモチとキモチのお裁縫 華陵学園初等部 vol.2 （コミックXO 2006年9月号増刊）
- お狐様でも恋しますっ  COMICポプリクラブ 2006年10月号
- Time Trouble COMICポプリクラブ 2006年11月号
- そうじの時間 華陵学園初等部 vol.3 （コミックXO 11月号増刊）
- アンドロイド･パニック COMICポプリクラブ 2006年12月号
  - 続♥アンドロイド･パニック COMICポプリクラブ 2007年6月号
- 二人は相思相愛?  COMICポプリクラブ 2007年1月号
- ヒメゴト 華陵学園初等部 vol.4（コミックXO 2007年1月号増刊）
- 本日､死神注意報! COMICポプリクラブ 2007年2月号
- バーチャルトリップ COMICポプリクラブ 2007年3月号
- 初恋相手は大問題 華陵学園初等部 vol.5（コミックXO 2007年3月号増刊）
- 恋のキューピット♥ COMICポプリクラブ 2007年4月号
- まほうのカラクリ COMICポプリクラブ 2007年5月号
- 教卓の下で 華陵学園初等部 vol.6（コミックXO 2007年5月号増刊）
- ♥ヒミツのカノジョ COMICポプリクラブ 2007年7月号
- こちらアニマルメイドカフェ COMICポプリクラブ 2007年8月号
- 幼なじみの弱点 華陵学園初等部 vol.7（コミックXO 2007年7月号増刊）
- はじめてのお勉強? COMICポプリクラブ 2007年9月号
- いじめられっ子は一文の得 華陵学園初等部 vol.8（コミックXO 2007年9月号増刊）
- シチュエーション♥ラブ COMICポプリクラブ 2007年10月号
- 優しさの裏側で 華陵学園初等部 vol.9 （コミックXO 2007年11月号増刊）
  - 続・優しさの裏側で 単行本『恋愛絶対領域』描き下ろし（2008年8月）
- 僕だって男の子! COMICポプリクラブ 2007年11月号
- 天然作家彩子先生? COMICポプリクラブ 2007年12月号
  - 天然ですよっ!彩子先生? 1DAY - LAST DAY COMICポプリクラブ 2009年11月号 - 2010年3月号
- 青い瞳の少女 嵐王 vol.2（コミックXO 2007年12月号増刊）
  - 青い瞳の少女 第二夜 嵐王 vol.4 （コミックXO 2008年4月号増刊）
  - 青い瞳の少女 第三夜 コミック華陵学園 vol.1（コミックXO 2008年6月号増刊）
  - 青い瞳の少女 第四夜 コミック華陵学園 vol.3（コミックXO 2008年10月号増刊）
  - 青い瞳の少女 第五夜 コミック華陵学園 vol.4（コミックXO 2008年12月号増刊）
  - 青い瞳の少女 第六夜 華陵EX 01(2009年3月)
  - 青い瞳の少女 第七夜 華陵EX 02（2009年5月)
  - 青い瞳の少女 第八夜 華陵EX 03（2009年7月）
  - 青い瞳の少女 第九夜 華陵EX 04（2009年9月）
  - 青い瞳の少女 第十夜 華陵EX 05（2011年9月）
  - 青い瞳の少女 第十一夜 華陵EX 06（2010年1月）
  - 青い瞳の少女 最終話 華陵EX 07（2010年3月）
  - 青い瞳の少女【…After Day】単行本描き下ろし（2010年6月）
- 温泉気分?夢気分? COMICポプリクラブ 2008年1月号
  - 温泉前でも夢気分? COMICポプリクラブ 2008年2月号
  - 温泉旅館で夢気分? COMICポプリクラブ 2008年3月号
  - この先ずっと夢気分? COMICポプリクラブ 2008年4月号* お医さんとの秘密診察 華陵学園初等部 vol.10（コミックXO 2008年1月号増刊）
- こどものじじょう 華陵学園初等部 vol.11（コミックXO 2008年3月号増刊）
  - こどものじじょう2  華陵学園初等部 vol.12（コミックXO 2008年5月号増刊）
  - 残さず食べて?  COMICポプリクラブ 2008年5月号
- 交換条件 華陵学園初等部 vol.13 （コミックXO 2008年7月号増刊）
  - 続･交換条件 華陵学園初等部 vol.14（コミックXO 2008年9月号増刊）
- すてっぷ･あっぷ! STEP1 - STEP Final COMICポプリクラブ 2008年7月号 - 11月号、2009年1月号 - 5月号
- プリクラへようこそ? 第1話 - 最終話 華陵学園初等部 vol.15 - vol.24（コミックXO 2008年11月号増刊 - 2010年3月号増刊、制服女子高生 2010年5月号増刊）
- 守ってあげたい! COMICポプリクラブ 2009年8月号
- ぼいとれっ? コミックPフラートVOL.1（コミックポプリクラブ2009年10月号増刊）
- プリンセスラバー! ex.おまけ 月刊コミックアライブ 2009年10月号
- みにまむてぃーちゃー COMICポプリクラブ 2009年10月号
  - みにまむてぃーちゃー ぷらす 単行本『コスプレ漫画性活しましょ♥』描き下ろし 2010年4月
- 忘れないでねっ コミックPフラート VOL.5（コミックポプリクラブ2010年6月号増刊）
- 無垢に恋して COMICポプリクラブ 2010年6月号
- 華は蜜夜に咲き乱れ 第一話 - 第十三話 華陵さくら組 悦 2010年7月号 - 2011年7月号
  - 華は蜜夜に咲き乱れ 華 篇 華陵さくら組 悦 2011年9･10月号
- FIRST×FIRST コミックPフラート VOL.7（コミックポプリクラブ2010年10月号増刊）
- 独眼少女に恋をして COMICポプリクラブ 2010年11月号
- したくてたまらないっ!! コミックPフラート VOL.8（コミックポプリクラブ2010年12月号増刊）
- ドS級俺姉 COMICポプリクラブ 2011年2月号
- 4P方程式? コミックPフラート VOL.10（コミックポプリクラブ2011年4月号増刊）
- 三次元（リアル）彼女奮闘中!! コミックPフラート VOL.11（コミックポプリクラブ2011年6月号増刊）
- 今夜のオ♥カ♥ズ コミックPフラート VOL.12（コミックポプリクラブ2011年8月号増刊）
- 見えないコトバ 華陵さくら組 悦 2011年8月号
- 本番始まりますっ! コミックPフラート VOL.13（コミックポプリクラブ2011年10月号増刊）
- 撮られるカイカン? 華陵さくら組 悦 2011年11月号
- だぶる?ガイド コミックPフラート VOL.14（コミックポプリクラブ2011年12月号増刊）
- 性玩具 華陵さくら組 悦 2011年12月号
- 肉欲連鎖 Case01 - Case06 華陵さくら組 悦 2012年2月号 - 7月号
  - 肉欲連鎖 Case00 単行本描き下ろし
- 恋人巫女×熟妻巫女 コミックPフラート VOL.15（コミックポプリクラブ2012年2月号増刊）
- 指導しちゃうぞっ コミックPフラート VOL.16（コミックポプリクラブ2012年4月号増刊）
- 癒しのお時間っ コミックPフラート VOL.17（コミックポプリクラブ2012年6月号増刊）
- 子作りしましょ コミックPフラート VOL.18（コミックポプリクラブ2012年8月号増刊）
- しきたりの鎖 華陵絶対領域 2012年8月号
- 欲情誘発 華陵絶対領域 2012年9月号
- 田舎彼女 華陵絶対領域 2012年10月号
- カレがオトコじゃなかったら コミックPフラート VOL.19（コミックポプリクラブ2012年10月号増刊）
- 魔性のヒト 華陵絶対領域 2012年11月号
- 看護に夢中! コミックPフラート VOL.20（コミックポプリクラブ2012年12月号増刊）
- あの娘が家にやってきた♥ コミックPフラート VOL.21（コミックポプリクラブ2013年2月号増刊）
- 妖霊性活 怪之1 コミックPフラート VOL.22（コミックポプリクラブ2013年4月号増刊）[4]。
- ラブラブLOVE COMICポプリクラブ 2013年5月号

### 単行本
- 『Sweet cube』 マックス、ポプリコミックス（2007年6月）
- 『妄想♥極楽♥夢気分♥』 マックス、ポプリコミックス（2008年7月）
- 『恋愛絶対領域』 オークス、華陵コミックス(2008年8月)
- 『すてっぷ･あっぷ!』 マックス、ポプリコミックス（2009年7月）
- 『プリンセスラバー!』メディアファクトリー（2009年8月）
- 『コスプレ漫画性活しましょ?』マックス、ポプリコミックス（2008年7月）
  - 『天然ですよっ!彩子先生』などを収録。
- 『青い瞳の少女』オークス、華陵コミックス(2010年6月)
- 『プリクラへようこそ? PRINCESS CLASSへようこそ』オークス、華陵コミックス(2010年7月)
- 『はつちゅぷっ』 株式会社マックス、ポプリコミックス（2011年11月）
- 『華は蜜夜に咲き乱れ 遊女凌辱ノ記』オークス、華陵コミックス(2012年1月)
- 『肉欲連鎖ＮＴＲ彼女』オークス、OKSコミックス(2013年3月)
- 『ハピワクガールズ』 マックス、ポプリコミックス(2013年4月)
- 『聖なる学舎の園で』 ジーオーティー、キャノプリコミックス(2014年10月)
- 『KILL ZONE 特殊機動隊員の密なる欲望』上・下  オークス、XOコミックス(2015年1月)
- 『わたし飛ぶまで犯されちゃう…』 ジーオーティー、キャノプリコミックス(2015年8月)
- 『寝とられ軋む肉人形』上・下  オークス、XOコミックス(2016年8月)
- 『寝取り屋本舗』ジーオーティー、GOTコミックス(2016年11月)
- 『強制種付けギャル図鑑』ジーオーティー、GOTコミックス(2017年8月)
- 『ギャル肉復讐姦射祭』ジーオーティー、GOTコミックス(2018年8月)
- 『逆襲性裁黒ギャル教師』ジーオーティー、GOTコミックス(2019年5月)
- 『電脳姦淫辱QUEST』ジーオーティー、GOTコミックス(2020年4月)
- 『雌肉狂辱ノ宴』ジーオーティー、GOTコミックス(2021年1月)
- 『姦染列島 ～クリーチャーに蹂躙される世界で僕らは～』ジーオーティー、GOTコミックス(2022年1月)
- 『鬼悦の肉宴』ジーオーティー、GOTコミックス(2023年1月)
- 『怨形奇々怪々堂』ジーオーティー、GOTコミックス(2024年4月)
- 『異世界！異文化！性交流！』ジーオーティー、GOTコミックス(2025年2月)